# Cleora particolor
Cleora particolor är en fjärilsart som beskrevs av W. Warren 1898. Cleora particolor ingår i släktet Cleora och familjen mätare. Inga underarter finns listade i Catalogue of Life.